# Cleveland Abbe
Cleveland Abbe (3. prosince 1838 New York – 28. října 1916 Chevy Chase) byl americký astronom a meteorolog, zakladatel americké Národní meteorologické služby.
Získal titul bakaláře na tehdejší newyorské Svobodné akademii v roce 1857. V letech 1857–1858 učil matematiku na Trinity School (New York City) v New Yorku. V letech 1858–1860 učil jako asistent profesora inženýrství na Michiganské univerzitě a zároveň se sám vzdělával v astronomii u Franze Brünnowa. V roce 1860 získal M.A. opět na Svobodné akademii. Po propuknutí Americké občanské války se pokusil přihlásit do armády, ale nebyl přijat kvůli krátkozrakosti. Válečná léta tak strávil v Cambridge na Harvardově univerzitě, kde pracoval jako asistent Benjamina Goulda. Na Harvardově univerzitě získal v roce 1864 titul bakaláře věd. Ve stejné době byl v kontaktu i s Williamem Ferrelem, přes kterého se dostal k meteorologii. Pak odjel na studium do Ruska, kde působil v Pulkovské hvězdárně a kde se stal jeho přítelem Otto Struve. V letech 1866–1868 pracoval v Americké národní observatoři. Pak se přesunul pracoval v letech 1868–1873 v observatoři v Cincinnati, kde už se zabýval z velké části meteorologií, protože počasí zásadně ovlivňovalo astronomická pozorování. Zavedl v roce 1989 pravidelné každodenní meteorologické zpravodajství, které kromě dokumentování stavu počasí obsahovalo i předpověď na několik dní dopředu.
Následně byl 3. ledna 1871 jmenován hlavním meteorologem Národní meteorologické služby. Při omezeném financování zajistil, aby armáda najala dvacet dobrovolníků, pro které domluvil u společnosti Western Union bezplatné telegrafování, pro své pozorovatele vybral vhodné přístroje a vycvičil je v jejich používání. Pro zasílání meteorologických informací bylo vymyšleno úsporné kódování, aby příliš nezatěžovaly telegrafickou síť. Od 19. února začal vytvářen oficiální předpovědi počasí, přičemž zároveň dál cvičil své spolupracovníky. V půlce roku rozšířil tým a další dva vojáky a jednoho civilistu. Předpověď vždy obsahovala informace o oblačnosti, srážkách, teplotě, směru větru a atmosférickém tlaku. Postupem času instituce rostla, kromě rozesíláním předpovědí a stavu počasí americkým institucím začala v roce 1872 výměna meteorologických map s evropskými ústavy. Ve stejném roce založil Abbe časopis Monthly Weather Review.
Protože při svém předpovídání potřeboval znát přesný čas měření, navrhl rozdělení Spojených států amerických do čtyř časových zón. V roce 1883 se mu podařilo přesvědčit k používání čtyř zón severoamerické železniční společnosti a zásadním způsobem se tak podílel na obecném zavedení časových zón ve Spojených státech amerických.
Od roku 1871 byl členem Americké filozofické společnosti, od roku 1884 členem Americké akademie umění a věd. V roce 1888 byl jedním ze třiatřiceti zakládajících členů Národní zeměpisné společnosti.